# Tổng công ty Sông Đà
Tổng công ty Sông Đà - CTCP, tiền thân là Ban Chỉ huy công trường thủy điện Thác Bà, được thành lập ngày 01/06/1961, là đơn vị xây lắp truyền thống với nhiều công trình thủy điện, cầu đường của Việt Nam. Tháng 1 năm 2010, Bộ Xây dựng thí điểm thành lập Tập đoàn Công nghiệp Xây dựng Việt Nam (Tập đoàn Sông Đà) với Tổng Công ty Sông Đà làm nòng cốt và một số doanh nghiệp nhà nước trong lĩnh vực xây dựng, thi công xây lắp. Ngày 24/10/2012, Bộ trưởng Bộ Xây dựng Trịnh Đình Dũng ký quyết định dừng hoạt động Tập đoàn Sông Đà, thành lập lại Tổng Công ty Sông Đà theo hình thức Công ty TNHH một thành viên 100% vốn nhà nước. Hiện nay, doanh nghiệp đã được cổ phần hóa với cổ đông nhà nước chiếm cổ phần đa số. Từ năm 2020, phần vốn nhà nước của doanh nghiệp đã được chuyển từ Bộ Xây dựng về Tổng Công ty đầu tư và kinh doanh vốn Nhà nước (SCIC) quản lý.

## Quy mô, cấu trúc, ngành nghề kinh doanh
Tổng Công ty Sông Đà là doanh nghiệp có tư cách pháp nhân, có con dấu, biểu tượng, tài khoản tại Kho bạc Nhà nước và các ngân hàng theo quy định của pháp luật; hiện hoạt động theo mô hình công ty cổ phần. Thời điểm 31/12/2020, Tổng Công ty Sông Đà (hợp nhất) có tổng quy mô tài sản là 26.054 tỷ đồng.
Ngành nghề kinh doanh chính của Tổng công ty Sông Đà là Tổng thầu xây lắp, tổng thầu EPC và thi công xây lắp các công trình công nghiệp, giao thông, dân dụng, điện, thủy lợi, tổ hợp công trình ngầm. Bên cạnh đó, Tổng công ty này vẫn thi công xử lý nền móng công trình, xây dựng nhà các loại... Tổng Công ty là đơn vị có nhiều truyền thống và kinh nghiệm đặc biệt trong thi công nhà máy thủy điện, với nhiều công trình lớn ở Việt Nam: các nhà máy thủy điện Hòa Bình, Thác Bà, Yaly, Lai Châu, Tuyên Quang, Sơn La, Bản Vẽ, Cần Đơn..., đóng góp lớn cho đất nước trong thời kỳ đổi mới.
Theo Quyết định mới từ năm 2012 thì Tổng Công ty Sông Đà được phép kinh doanh các ngành nghề ngoài xây dựng như Xuất khẩu lao động, Dịch vụ tài chính, ngân hàng, bảo hiểm, du lịch, khách sạn, kinh doanh vận tải đường thủy, đường bộ.
Tổng Công ty Sông Đà nắm giữ 21 công ty con (13 công ty con đầu tư trực tiếp, 8 công ty con đầu tư gián tiếp) và 11 công ty liên kết (theo báo cáo tài chính hợp nhất năm 2020 của TCty Sông Đà).

## Lịch sử

### Tên gọi
Lịch sử hình thành và tên gọi qua các thời kỳ:
- Ban chỉ huy Công trình thủy điện Thác Bà (thành lập 1/6/1961)
- Tổng công ty Xây dựng Thủy điện Sông Đà (từ 11/10/1979)
- Tổng công ty xây dựng Sông Đà (từ 11/3/2002)
- Tập đoàn Công nghiệp Xây dựng Việt Nam, còn gọi là Tập đoàn Sông Đà (từ 12/1/2010)
- Tổng công ty Sông Đà (từ 24/10/2012)

### Tập đoàn Công nghiệp Xây dựng Việt Nam (giai đoạn 2010 - 2012)
Tổng công ty Sông Đà từng là Công ty Mẹ trong Tập đoàn Công nghiệp Xây dựng Việt Nam (VNIC). VNIC là một trong 13 Tập đoàn kinh tế nhà nước do Chính phủ Việt Nam làm chủ sở hữu, giải thể vào tháng 10 năm 2012.
Sự ra đời của Tập đoàn Công nghiệp Xây dựng Việt Nam (VNIC) trên cơ sở sáu (06) Tổng công ty mạnh trong lĩnh vực công nghiệp xây dựng gồm: Tổng công ty Sông Đà làm nòng cốt, cùng 5 thành viên Tổng công ty Lắp máy Việt Nam (Lilama), Tổng công ty Xây dựng và Phát triển Hạ tầng (Licogi), Tổng công ty Đầu tư – Phát triển Xây dựng (DIC), Tổng công ty Cơ khí Xây dựng (Coma) và Tổng công ty Sông Hồng, đánh dấu một bước phát triển mới, một sự kiện lớn, có ý nghĩa quan trọng trong lĩnh vực xây lắp ở Việt Nam. Tập đoàn trong 6 tháng đầu năm đạt 31.533 tỷ đồng với lợi nhuận trên 1.278 tỷ đồng. Khối xây lắp đã cơ bản hoàn thành mục tiêu tiến độ, đảm bảo chất lượng các công trình trọng điểm như: Thủy điện Sơn La, Bản Vẽ, Xêkaman 3, Nậm Chiến, Bản Chát; Nhiệt điện Vũng Áng 1, Nhơn Trạch 2...
Sự kiện này có ý nghĩa vô cùng lớn đối với sự phát triển của ngành công nghiệp xây dựng nói riêng và của đất nước nói chung và là công cụ để Nhà nước triển khai các dự án trọng điểm của quốc gia có quy mô lớn, bảo đảm việc xây dựng cơ sở vất chất của đất nước trong thời kỳ công nghiệp hoá, hiện đại hoá. Với định hướng chiến lược trở thành tập đoàn kinh tế mạnh, có quy mô và vốn lớn, công nghệ hiện đại, đa sở hữu, đa ngành nghề, tập trung vào sáu (06) lĩnh vực chính là xây dựng, lắp máy, sản xuất công nghiệp, gia công chế tạo máy móc thiết bị, kinh doanh bất động sản và đầu tư tài chính, VNIC từng bước xây dựng tiến tới hoàn thiện để trở thành tập đoàn công nghiệp xây dựng hùng mạnh của quốc gia và khu vực, đủ năng lực cạnh tranh với các tập đoàn nước ngoài trong các lĩnh vực trong điểm.

## Thành tích, danh hiệu
Với những thành tích và đóng góp cho sự nghiệp xây dựng đất nước, Tổng công ty Sông Đà - CTCP đã hai lần được tặng thưởng huân chương Hồ Chí Minh cùng nhiều huân huy chương khác, nhiều tập thể và cá nhân đã được tặng danh hiệu anh hùng lao động, chiến sĩ thi đua toàn quốc và nhiều danh hiệu cao quý khác.
1. Danh hiệu Anh hùng lao động cho 5 tập thể và 13 cá nhân
2. Hai Huân chương Hồ Chí Minh cho CBCNV Tổng Công ty Sông Đà
3. Ba Huân chương Độc lập Hạng Nhất, sáu Huân chương Độc lập Hạng Nhì, bảy Huận chương Độc lập Hạng Ba
4. Huân chương Lao động Hạng Nhất, Nhì, Ba
5. 13 Cờ Thi đua luân lưu của Chủ tịch Nước
6. 41 Huân chương Vàng Công trình Chất lượng cao[8]